# Alexandre Vialatte

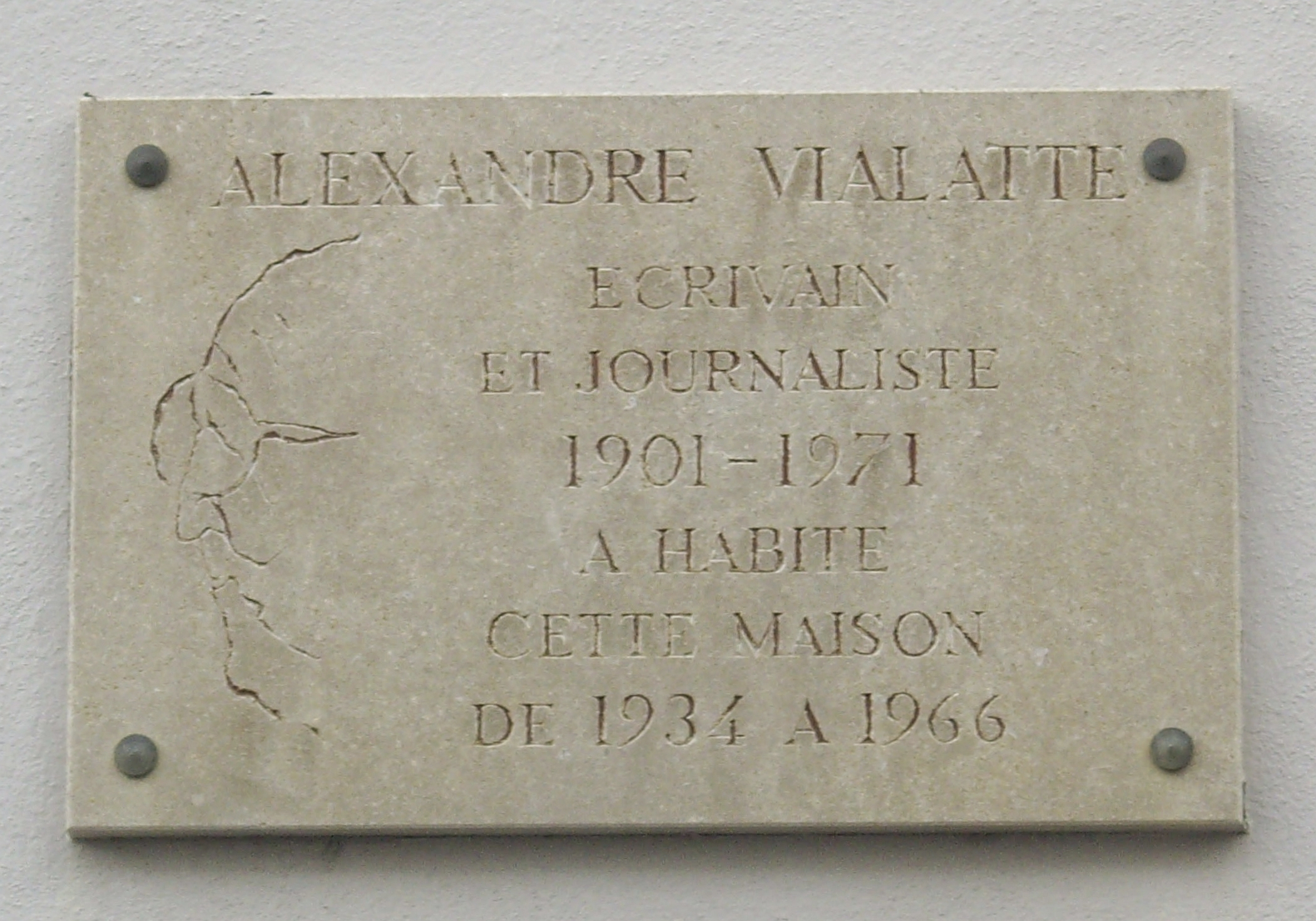
Gedenktafel in Paris

Alexandre Vialatte (* 22. April 1901 in Magnac-Laval; † 3. Mai 1971 in Paris) war ein französischer Schriftsteller, Journalist und Übersetzer.

## Leben und Werk
Alexandre Vialatte wuchs ab 1915 in Ambert im Regionalen Naturpark Livradois-Forez auf, wo er ab 1923 eine lebenslange Freundschaft mit Henri Pourrat pflegte. Er studierte Deutsch in Clermont-Ferrand und verbrachte die Jahre 1922–1928 in Deutschland (vornehmlich in Speyer und Mainz). Dank Jean Paulhan leitete er (zusammen mit Bernard Zimmer) die Revue rhénane. 1928 ging er nach Firminy und lebte als Journalist, Romancier und Übersetzer. Von 1937 bis 1939 unterrichtete er in Kairo, von 1945 bis 1947 war er wieder in Deutschland, dann als Journalist in Paris.
Der Journalist Vialatte war vor allem bekannt für seine zahllosen Glossen (allein 900 für die Regionalzeitung La Montagne), die nach seinem Tod in 25 Bänden gesammelt herausgegeben wurden. Der Erzähler Vialatte veröffentlichte von 1928 bis 1951 nur vier Prosabände. Postum erschienen 15 weitere. In Deutschland war er vor allem als Übersetzer bekannt, speziell von Kafka, dessen Werk er zeitnah ins Französische übertrug, daneben aber auch zahlreiche weitere Autoren. Vialattes umfangreiche Korrespondenz (vor allem mit Henri Pourrat) wurde in 13 Bänden herausgegeben. 1974 kam es in Clermont-Ferrand zur Gründung der Association des Amis d'Alexandre Vialatte (Verein der Freunde Vialattes) mit Herausgabe der Cahiers Alexandre Vialatte. Auf dem Bahnhofsplatz von Ambert steht seine Büste als Denkmal (von Philippe Kaeppelin, 1918–2011). In Paris und in zahlreichen anderen Orten sind Straßen nach ihm benannt. Ein Literaturpreis trägt seinen Namen.

## Werke (Auswahl)

### Dichtung
- La paix des jardins. Poèmes. La Différence, Paris 1990 (Vorwort von Charles Dantzig). Le Dilettante, Paris 2019 (Vorwort von Georges Allary).

### Erzählende Prosa
- Battling, le ténébreux, ou la Mue périlleuse. Gallimard, Paris 1928. (Roman)
- Badonce et les créatures. Éditions de la Cigale, Uzès 1937. Julliard, Paris 1982. (Erzählungen) (Vorwort von Gabrielle Rolin)
- Le Fidèle berger. Roman. Gallimard, Paris 1942.
- Les Fruits du Congo. Roman. Gallimard, Paris 1951. (Charles-Veillon-Preis)
- La maison du joueur de flûte. Géographie du Grand Tourment. Hrsg. Ferny Besson. Arléa, Paris 1986.
- La dame du Job. Roman. Hrsg. Ferny Besson. Arléa, Paris 1987.
- Le fluide rouge. Roman. Le Dilettante, Paris 1990. (Vorwort von Pierre Vialatte)
- Salomé. Roman. Les Belles Lettres, Paris 1992. (Vorwort von Charles Dantzig)
- Dires étonnants des astrologues. Le Dilettante, Paris 1993.
- Camille et les grands hommes. Hrsg. Pierre Vialatte. Les Belles lettres, Paris 1994.
- Légendes vertigineuses du Dauphiné. C. de Bartillat, Étrepilly 1995.
- L'oiseau du mois. Le Dilettante, Paris 1995. (Chroniken)
- Kafka ou L'innocence diabolique. Hrsg. François Béal und Pierre Vialatte. Les Belles lettres, Paris 1998. (Vorwort von François Taillandier)
- Alexandre Vialatte le magnifique. Textes choisis. Aedis, Vichy 1999.
- Au coin du désert. Égypte, 1938. Le Dilettante, Paris 2002.
- La complainte des enfants frivoles. Biblio, Paris 2002. (Roman)
- Les amants de Mata Hari. Le Dilettante, Paris 2005. (Roman)
- Fred et Bérénice. Roman. Éditions du Rocher, Monaco 2007. (Vorwort von Pierre Jourde)
- Lettres à Maricou. Au signe de la licorne, Clermont-Ferrand 2009. (Vorwort von Pierre Jourde)
- Le cri du canard bleu. Le Dilettante, Paris 2012.

### Gesammelte Glossen hrsg. von Ferny Besson
- Dernières nouvelles de l'Homme. Julliard, Paris 1978. (Vorwort von Jacques Laurent)
- Et c'est ainsi qu'Allah est grand. Julliard, Paris 1979.
- L'éléphant est irréfutable. Julliard, Paris 1980. (Vorwort von Pierre Daninos)
- Almanach des quatre saisons. Julliard, Paris 1981.
- Antiquité du Grand Chosier. Julliard, Paris 1984. (Vorwort von René de Obaldia)
- Bananes de Königsberg. Julliard, Paris 1985.
- La porte de Bath-Rabbim. Julliard, Paris 1986.
- Éloge du homard et autres insectes utiles. Julliard, Paris 1987. (Vorwort von François Taillandier)
- Les Champignons du détroit de Behring. Julliard, Paris 1988.
- Jean Dubuffet et le grand magma. Arléa, Paris 1988. (Vorwort von Jean Dubuffet)
- Chroniques des grands micmacs. Julliard, Paris 1989.
- Profitons de l'ornithorynque. Julliard, Paris 1991. (Vorwort von Claude Duneton)
- Chroniques des immenses possibilités. Julliard, Paris 1993.
- Pas de H pour Natalie. Julliard, Paris 1995. (Vorwort von Jacques Brenner)

### Weitere Glossensammlungen
- Chroniques de "La Montagne". 1952–1971. Hrsg. Pierre Vialatte. 2 Bde. R. Laffont, Paris 2000. (Vorwort von Charles Dantzig)
- Bestiaire. Hrsg. Michaël Lainé. Arléa, Paris 2002.
- Chroniques des choses grandes et magnifiques. Morceaux choisis. Hors collection, Paris 2003.
- 1968. Chroniques. Julliard, Paris 2008. (Vorwort von Philippe Meyer)
- Critique littéraire. Arléa, Paris 2010.
- Vialatte à "La Montagne". Julliard, Paris 2011.
- Un abécédaire. Hrsg. Alain Allemand. Julliard, Paris 2014.
- Étrangers de Paris. Chroniques. Le Bateau ivre, Perros-Guirrec 2017.
- Résumons-nous. Robert Laffont, Paris 2017. (Vorwort von Pierre Jourde)
  - Bananes de Königsberg (1985)
  - Journalismes
  - Almanach des quatre saisons (1981)
  - La lanterne magique
  - Spectacle de l'homme et du monde
- Promenons-nous dans Vialatte. Hrsg. Alain Allemand.  Julliard, Paris 2018.
- Strips. Extraits de chroniques. Éditions de l'Aulne, Saint-Flour 2021. (Nachwort von Éric Mouzat; Vorwort von Jérôme Trollet)

### Auvergne
- La Basse Auvergne. J. de Gigord, Paris 1936.
- L'Auvergne. Éditions Sun, Paris 1964.
  - (deutsch) Auvergne. Verlag der Europäischen Bücherei Hieronimi, Bonn 1964, 1978. (übersetzt von Waldemar Sonntag)
- L'Auvergne absolue. Julliard, Paris 1983, 1993.

### Korrespondenz
- (mit Jean Paulhan) Correspondance 1921–1968. Hrsg. Denis Wetterwald Julliard, Paris 1997. (plus weitere Briefe)
- Correspondance avec Ferny Besson 1949–1971. Hrsg. Martine Renaudeau d'Arc. Plon, Paris 1999. (Vorwort von Jean Dutourd)
- Correspondance Alexandre Vialatte - Henri Pourrat. 1916–1959. Hrsg. Dany Hadjadj und Robert Pickering. 9 Bde. Presses universitaires Blaise Pascal, Clermont-Ferrand 2001–2022.
- (mit Jean Dubuffet) Correspondance(s). Lettres, dessins et autres cocasseries, 1947–1975. Hrsg. Delphine Hautois und Marianne Jakobi. Au signe de la licorne, Clermont-Ferrand 2004. (Vorwort von Walter Lewino)
- Correspondance Alexandre Vialatte - les "Cahiers du Sud". Au signe de la licorne, Clermont-Ferrand 2012.

### Übersetzer

#### Kafka
- Franz Kafka: Le Procès. Gallimard, Paris 1933. (Vorwort von Bernard Groethuysen)
- Franz Kafka: Le Château. Gallimard, Paris 1938. (Notiz von Max Brod)
- Franz Kafka: La Métamorphose. Gallimard, Paris 1938.
- Franz Kafka: L'Amérique. Gallimard, Paris 1946. (Notiz von Max Brod)
- Franz Kafka: La Colonie pénitentiaire et autres récits. Gallimard, Paris 1948.
- (mit Jean Carrive) Franz Kafka: La Muraille de Chine et autres récits. Gallimard, Paris 1950.
- Franz Kafka: Un Médecin de campagne. L'artiste, Paris 1953. (Brief von Max Brod)
- Franz Kafka: Lettres à Milena. Gallimard, Paris 1956.

#### Weitere übersetzte Autoren
- Emil Ludwig: Goethe, histoire d'un homme. 3 Bde. V. Attinger, Paris 1929–1930.
- Hugo von Hofmannsthal: La Femme sans ombre. Stock, Delamain et Boutelleau, Paris 1930. (Vorwort von Jean-Edouard Spenlé, 1873–1951)
- Franz Werfel: La mort du petit bourgeois. V. Attinger, Paris 1930.
- Friedrich Nietzsche: L'Ecce Homo. Stock, Delamain et Boutelleau, Paris 1931.
- Philipp Witkop: Goethe. Sa vie, son œuvre. Delamain et Boutelleau, Paris 1932.
- Schalom Asch: Pétersbourg. Roman. Bernard Grasset, Paris 1933. (Vorwort von Stefan Zweig)
- (mit Dora Kris) Franz Werfel: Verdi, roman de l'opéra. V. Attinger, Paris 1933.
- Andreas Latzko: Le Général Lafayette. Bernard Grasset, Paris 1935.
- Hans Carossa: Le Docteur Gion. Paris 1937.
- Friedrich Nietzsche: Nietzsche. Le Gai savoir. Gallimard, Paris 1939.
- Thomas Mann: Goethe et Tolstoï. V. Attinger, Paris 1947. Payot, Paris 1967.
- Emil Ludwig: Cléopâtre, histoire d'une reine. Plon, Paris 1948.
- Friedrich Nietzsche: Lettres choisies. Gallimard, Paris 1950.
- Gottfried Benn Double vie. Minuit, Paris 1954. (Vorwort von Jean-Michel Palmier, 1944–1998)
- Friedrich Gundolf: Heinrich von Kleist. Hrsg. Eryck de Rubercy. Le Félin-Kiron, Paris 2011.
- Otto Rühle: Karl Marx. Vie et œuvre. Entremonde, Genf 2011.